# Kim-Lian
Kim-Lian van der Meij (ur. 1 października 1980 w Beverwijku) – holenderska piosenkarka pop rockowa, prezenterka, aktorka musicalowa i głosowa.

## Życiorys
Kim-Lian przyszła na świat 1 października 1980r. w Beverwijku. Miała wczesny kontakt z muzyką dzięki temu, że jej ojciec był wokalistą w różnych zespołach i jej rodzice tańczyli tańce latynoamerykańskie. Pierwszy album, Balance wydała w 2004 roku. Ewa Farna zrobiła dwa covery jej piosenki, Teenage Superstar. Czeska i polska interpretacja piosenek ujawniła się w utworach Měls mě vůbec rád oraz Sam na sam w płytach o tych samych tytułach. Drugą płytą Kim-Lian była Just do it. Na drugim albumie muzycznym znalazły się piosenki napisane przez nią samą. Poza karierą muzyczną jest znana jako aktorka i prezenterka. Prowadziła holenderską listę przebojów Kids 20. Ponadto była współprowadzącą Konkursu Piosenki Eurowizji Junior 2007 razem z Sipke Jan Bousema i Konkursu Piosenki Eurowizji Junior 2012 razem z Ewout Genemans. Zagrała wiele głównych ról w musicalach. Jest również znana jako aktorka dubbingowa. Podkładała głos m.in. do niderlandzkojęzycznej wersji filmu Zaplątani jako Roszpunka. Dość dużą popularność przyniosła jej piosenka Dit Pakt Niemand Ons Meer Af, użyta do ścieżki dźwiękowej filmu Ósmoklasiści nie płaczą.

## Dyskografia
Albumy solowe
- Balance (2004)
- Just do it (2006)